# Chimaera obscura
Chimaera obscura is een vis uit de familie van de draakvissen (Chimaeridae) en de orde (Chimaeriformes). De soort komt voor op diepten beneden de 450 meter, en is tot nu toe alleen gevonden op één plek aan de Oostkust van Australië. De tot nu toe gemeten maximale lengte is 95,1 centimeter.